# Severin Hack
Johann Severin Hack (* 13. März 1809 in Mechernich; † 7. Juli 1893 ebenda) war ein deutscher Bierbrauereibesitzer und Politiker.

## Leben
Hack war der Sohn des Bertram Hac (* 26. April 1763 in Mechernich; † 30. Mai 1828 ebenda) und dessen Ehefrau Maria Katharina geborene Dresseler (* 3. Januar 1768 in Kommern; † 30. Juni 1836 in Mechernich). Er war katholisch und heiratete am 9. August 1831 in Mechernich Adelheid Bollenrath (* 9. August 1808 in Münstereifel; † 21. Dezember 1871 in Mechernich).
Hack lebte als Landwirt und Bierbrauereibesitzer in Mechernich. Dort war er von 1869 bis 1870 Beigeordneter in der Funktion des Bürgermeisters. Von 1885 bis 1888 war er Abgeordneter im Provinziallandtag der Rheinprovinz. Er wurde im Stand der Landgemeinden im Wahlkreis Eupen, Malmedy, Schleiden, Monschau gewählt.